# Enrico Crotti
Enrico Crotti (Novara, 30 gennaio 1893 – Milano, 25 novembre 1954) è stato un allenatore di calcio e calciatore italiano, di ruolo attaccante.

## Carriera

### Giocatore
Militò nell'Inter e nel Torino. Giocò ancora nell'Inter dal 1916 al 1918 in gare amichevoli.

### Allenatore
Ha allenato il Cagliari e, dalla stagione 1938-1939 alla stagione 1942-1943, il Legnano in Serie C. Nella stagione 1946-1947 ha allenato l'Empoli in Serie B.

## Statistiche

### Presenze e reti nei club
| Stagione        | Club            | Campionato      | Campionato | Campionato |
| Stagione        | Club            | Comp            | Pres       | Reti       |
| --------------- | --------------- | --------------- | ---------- | ---------- |
| 1911-1912       | Inter           | Prima Categoria | 2          | 0          |
| 1912-1913       | Inter           | Prima Categoria | 3          | 0          |
| 1913-1914       | Inter           | Prima Categoria | 8          | 1          |
| 1914-1915       | Inter           | Prima Categoria | 3          | 1          |
| 1919-1920       | Torino          | Prima Categoria | 9          | 4          |
| 1920-1921       | Torino          | Prima Categoria | 4          | 0          |
| 1921-1922       | Inter           | Prima Categoria | 10         | 5          |
| Totale Inter    | Totale Inter    |                 | 26         | 7          |
| Totale Torino   | Totale Torino   |                 | 13         | 4          |
| Totale carriera | Totale carriera |                 | 39         | 11         |